# نهر سال
سال ((بالروسية: Сал)‏) هو نهر على البحر الأسود - بحر قزوين جنوبي روسيا، وهو أحد روافد نهر الدون. يبلغ طوله 776 كيلومتر (482 ميل)، ومساحة حوض تصريفه 21,300 كيلومتر مربع (8,200 ميل2). ينبع من الجزء الغربي من جمهورية قلميقيا الروسية. يجري نحو الغرب مباشرة من إيليستا، ويتدفق شمالًا، ويتحول وتتدفق غربًا بين نهري الدون ومانيش. ويفصله مرتفع سال-مانيش عن نهر مانيش. ينضم إلى نهر الدون بالقرب من قوياراكورسك. يكون أقصى تدفق له خلال ذوبان الثلوج من مارس إلى أبريل. يستخدم كثيرا في الري.